# Jacques Réda
Pour les articles homonymes, voir Reda (homonymie).
Jacques Réda, né le 24 janvier 1929 à Lunéville (Meurthe-et-Moselle) et mort le 30 septembre 2024 à Hyères (Var), est un écrivain français, et un poète s'exprimant en rimes. Il dirige La Nouvelle Revue française de 1987 à 1996.

## Biographie

### Famille et jeunesse
Né en janvier 1929 à Lunéville, dans une famille d'origine piémontaise et bourguignonne,, et dans une ancienne maison-atelier qui sent le caoutchouc,, Jacques Réda, découvre le jazz, adolescent, à la radio en 1944.
Après des études inachevées de droit, il s'installe à Paris en 1953, exerce différents métiers, comme magasinier chez Seghers, et commence à publier dans de petites maisons d'éditions. Son premier texte, Les Inconvénients du métier, paraît chez Seghers en 1952.

### Poète et auteur de récits en prose
À partir de 1953, Jacques Réda parcourt les rues de Paris à pied, à vélo ou à Solex. Il décrit dans ses œuvres ses promenades parisiennes et franciliennes ainsi que ses quartiers et lieux de prédilection, par exemple dans Les Ruines de Paris (1977), dans Recommandations aux promeneurs (1988) ou encore Le Sens de la marche (1990).

### Chroniqueur musical et éditeur
Chroniqueur de jazz, il collabore régulièrement avec Jazz Magazine à partir de 1963.
En 1968, il publie Amen, un livre de poésie, chez Gallimard et obtient le prix Max-Jacob. Puis il devient membre du comité de lecture des éditions Gallimard, et y côtoie à l'époque d'autres écrivains. Il publie aussi plusieurs ouvrages sur le jazz dont L'Improviste en 1980, qui propose une lecture de ce phénomène musical, et Le Grand Orchestre (2011), consacré à Duke Ellington.
De 1987 à 1995, il est directeur de La Nouvelle Revue française (NRF). Il en est le cinquième directeur, succédant à Jacques Rivière, Jean Paulhan, Marcel Arland et Georges Lambrichs.

### Distinctions
En 1997, il reçoit le grand prix de poésie de l'Académie française, puis, en 1999, le prix Goncourt de la poésie, pour La Course.

### Mort
Il meurt à Hyères, dans le Var, le 30 septembre 2024, à 95 ans,,. Il est inhumé à Lunéville (Meurthe-et-Moselle).

## Style
Sa poésie est marquée par le respect de la rime. « Qui se soucie encore du e muet, mâché ou sonore, de l'alternance des rimes masculines et féminines, du hiatus et de la diérèse ? », remarque-t-il, avec ironie, dans son ouvrage de réflexions Celle qui vient à pas légers (1985). Il fait à de nombreuses reprises, dans sa poésie, l'éloge de la lenteur. Daniel S. Larangé met en évidence la manière subtile et discrète par laquelle l'espace urbain est mis au service d'une réflexion poétique et théologique, notamment dans Rue de Terre-Neuve.

## Œuvres
- Les Inconvénients du métier[Note 2], Proses, Paris, Seghers, 1952
- All Stars[Note 2], Poèmes, Paris, René Debresse, 1953
- Cendres chaudes[Note 2], Poèmes, La Rochelle, Librairie Les Lettres, 1955
- Laboureur du silence[Note 2], Poèmes, Vitry-sur-Seine, Cahiers Rochefort, 1955
- Le Mai sombre[Note 2], Poèmes, Luxembourg, Origine, 1968
- Amen, Paris, Gallimard, coll. « Le Chemin »[Note 3], 1968
- Récitatif, Paris, Gallimard, coll. « Le Chemin »[Note 3], 1970
- La Tourne, Paris, Gallimard, coll. « Le Chemin »[Note 3], 1975
- Les Ruines de Paris, Paris, Gallimard, coll. « Le Chemin »[Note 4], 1977
- L’Improviste, une lecture du jazz, Paris, Gallimard, coll. « Le Chemin »[Note 5], 1980
- Anthologie des musiciens de jazz, Paris, Stock, 1981
- P.L.M. et autres textes, Cognac, Le Temps qu’il fait[Note 6], 1982
- Hors les murs, Paris, Gallimard, coll. « Le Chemin »[Note 7], 1982
- Gares et trains, A.C.E., coll. « Le Piéton de Paris »[Note 8], 1983
- Le bitume est exquis, Fata Morgana, 1984
- L’Herbe des talus[Note 9], Gallimard, coll. « Le Chemin », 1984
- « Le XVe magique » in Montparnasse, Vaugirard, Grenelle[10], photographies de Bernard Tardien et Pierre Pitrou, Fanlac, 1984
- Celle qui vient à pas légers, Montpellier, Fata Morgana, 1985
- Beauté suburbaine, Fanlac, 1985
- Jouer le jeu (L’Improviste II), Paris, Gallimard, coll. « Le Chemin », 1985
- Premier livre de reconnaissances, Montpellier, Fata Morgana, 1985
- Châteaux des courants d’air, Proses et poèmes, Paris, Gallimard, coll. « Blanche », 1986
- Un Voyage aux sources de la Seine[Note 10], Fata Morgana, 1987, 88 p.
- Album de la Pléiade : Maupassant, bibliothèque de la Pléiade, éditions Gallimard, 1987
- Recommandations aux promeneurs, Paris, Gallimard, coll. « Blanche », 1988
- Ferveurs de Borges, Montpellier, Fata Morgana, 1988
- Un paradis d’oiseaux[Note 11], Montpellier, Fata Morgana, 1988
- Retour au calme, Paris, Gallimard, 1989
- Le Sens de la marche, Paris, Gallimard, coll. « Blanche », 1990
- L’Improviste, une lecture du jazz, édition revue et définitive[Note 12], Paris, Gallimard, coll. « Folio/Essais », 1990
- Sonnets dublinois[Note 13], Montpellier, Fata Morgana, 1990
- Canal du Centre, Poème, Montpellier, Fata Morgana, 1990
- Affranchissons-nous, Montpellier, Fata Morgana, 1990
- Lettres sur l’univers et autres discours en vers français, Paris, Gallimard, coll. « Blanche », 1991
- Aller aux mirabelles, Gallimard, coll. « L’un et l’autre », 1991
- Un calendrier élégiaque[Note 13], illustrations de Nicolas Alquin, Montpellier, Fata Morgana, 1991
- Nouveau livre des reconnaissances, Montpellier, Fata Morgana, 1992
- Aller à Elisabethville, Paris, Gallimard, coll. « L’un et l’autre », 1993
- L’Incorrigible, Gallimard, coll. « Blanche », 1995
- La Sauvette[Note 14], Verdier, 1995
- Abelnoptuz, Théodore Balmoral, coll. « Le monde est là », 1995
- La Liberté des rues, Gallimard, coll. « Blanche », 1997
- Aux buttes, illustré par Jean-Marie Queneau, éditions de la Goulotte, 1997
- Le Méridien de Paris, Montpellier, Fata Morgana, 1997
- Le Citadin, Paris, Gallimard, coll. « Blanche », 1998
- Rue de Terre-Neuve, 27 p., Paris, Gallimard, Editions Hors Commerce, 1998
- La Course : nouvelles poésies itinérantes et familières (1993-1998), Gallimard, 1999
- Moyens de transport, Montpellier, Fata Morgana, 2000
- Modèles réduits, Fata Morgana, 2001
- Le Lit de la reine, Verdier, 2001
- Accidents de la circulation, Gallimard, coll. « Blanche », 2001
- Aller au diable, Gallimard, coll. « Blanche », 2002
- Les Fins Fonds, Verdier, 2002
- Autobiographie du jazz, Climats, 2002 ; édition revue et augmentée, 2011
- Treize chansons de l'amour noir, Fata Morgana, 2002
- Les Cinq Points cardinaux, Fata Morgana, 2003
- Nouvelles aventures de Pelby, roman, Gallimard, 2003
- La Ville blanche, Fata Morgana, 2003
- L'Affaire du Ramsès III, roman, Verdier, 2004
- Le vingtième me fatigue suivi de Supplément à un inventaire lacunaire des rues du XXe arrondissement, Dogana, 2004
- Europes, Fata Morgana, 2005
- Un bouquet d'épitaphes, A Bastiano, 2005
- Ponts flottants, Gallimard, 2006
- Toutes sortes de gens, Fata Morgana, 2007
- Papier d'Arménie, Théodore Balmoral, 2007
- Une théologie des oiseaux, avec Enan Burgos, Fata Morgana, 2007
- Démêlés, Gallimard, coll. « Blanche », 2008
- La Physique amusante, Gallimard, coll. « Blanche », 2009
- Battement, Fata Morgana, 2009
- Battues, Fata Morgana, 2009
- Autoportraits, Fata Morgana, 2010
- Le Grand Orchestre, Gallimard, coll. « L’un et l’autre », 2011
- Moana, Fata Morgana, 2011
- Lettre au physicien (La Physique amusante II), Gallimard, coll. « Blanche », 2012
- Sur le versant avare (avec Philippe Hélénon), Fata Morgana, 2012
- Petit lexique amoureux, Fata Morgana, 2013
- Prose et rimes de l'amour menti, Fata Morgana, 2013
- La Nébuleuse du songe suivi de Voies de contournement (La Physique amusante III), Gallimard, coll. « Blanche », 2014
- Tabacs d'Orient, Fata Morgana, 2015
- Des écarts expérimentaux, Fata Morgana, 2015
- Tiers livre des reconnaissances, Fata Morgana, 2016
- La Fontaine, « Les auteurs de ma vie », Buchet/Chastel, 2016
- Le Tout, le Rien et le reste (La Physique amusante IV), Gallimard, coll. « Blanche », 2016
- Une civilisation du rythme, Buchet-Chastel, 2017
- Accidents de toilette, Fata Morgana, 2017
- Rythme, chaos, mythologies (La Physique amusante V), Gallimard, coll. « Blanche », 2018
- Quel avenir pour la cavalerie? Une histoire naturelle du vers français, Buchet Chastel, 2019
- Éloge du champignon, (avec les dessins de Philippe Hélénon), Fata Morgana, 2019
- Entretien avec Monsieur Texte, (co-auteur avec Alexandre Prieux) éditions Fario, coll. « Théodore Balmoral », 2020
- Le Testament de Borée, Fata Morgana, 2020
- Quart livre des reconnaissances, Fata Morgana, 2021
- Le Chant du possible, Écrire le jazz, éditions Fario, coll. « Théodore Balmoral », 2021
- Restons timbrés, Timbres de Jacques Réda et Dominique Pagnier, Fata Morgana 2022
- Mes sept familles, éditions Fario, coll. « Théodore Balmoral », 2022
- Le Citadin, Bulletin paraissant dans le XXe arrondissement, fait main, (cette édition contient l'ensemble des numéros du Citadin, du Citadin soir, les numéros bis et hors série; avant-propos de Jacques Réda), Fata Morgana, 2023
- Leçons de l'Arbre et du Vent (poèmes), Paris, Gallimard, coll. « Blanche », 2023
- Le Trot du renard, Fata Morgana, 2024
- Des arts et des métiers, Fata Morgana, 2025

## Prix
- 1969 : prix Max-Jacob (littérature) pour Amen[2].
- 1970 : prix Broquette-Gonin (littérature) de l’Académie française pour l'ensemble de son œuvre poétique.
- 1983 : prix Valery-Larbaud pour l'ensemble de son œuvre.
- 1983 : prix François Coppée de l’Académie française pour Hors les murs… de Paris.
- 1988 : grand prix de poésie de la SGDL (Société des gens de lettres) pour l'ensemble de son œuvre.
- 1995 : prix Maïse-Ploquin-Caunan de l’Académie française pour L’Incorrigible.
- 1997 : grand prix de poésie de l'Académie française pour l'ensemble de son œuvre[8].
- 1999 : prix Goncourt de la poésie[8].
- 2013 : prix Roger-Kowalski-grand prix de poésie de la ville de Lyon.
- 2019 : prix Roger-Caillois[11].